# Libor Došek
Libor Došek (24 de abril de 1978) é um ex-futebolista profissional tcheco que atuava como atacante.

## Carreira
Libor Došek representou a Seleção Checa de Futebol, nas Olimpíadas de 2000. 